# Orde del Lleó de Zähringen
L'Ordre del Lleó de Zähringer (alemany:  Orden vom Zähringer Löwen) va ser instituïda el 26 de desembre de 1812 per Carles, Gran Duc de Baden, en memòria dels ducs de Zähringen dels quals descendia.

## Classes
Tenia cinc classes:
- Gran Creu
- Comandant, primera classe
- Comandant, segona classe
- Cavaller, primera classe
- Cavaller, segona classe

## Insígnia
La insígnia de l'orde consisteix en una creu esmaltada de color verd amb quatre braços d'igual longitud, els angles de la qual s'omplen amb fermalls daurats. El medalló amb vora daurada mostra el símbol tribal dels Zähringers amb esmalt de colors. Al voltant del cercle hi ha el lema de l'orde, FÜR EHRE UND WAHRHEIT (en alemany "PER L'HONOR I LA VERITAT"). Al dors, el lleó dels Zähringer està dibuixat sobre un fons vermell. La cinta de l'ordre és verda amb ratlles de color groc taronja a les vores.
Per als premis especials, l'orde s'atorgava amb fulles de roure i, a partir de 1866, també es podia atorgar amb espases creuades pel servei militar. Les fulles de roure portaven originàriament un monograma en "L", que va deixar d'utilitzar-se l'any 1866. A més, en casos excepcionals, el premi de la gran creu també podia estar cobert de diamants.

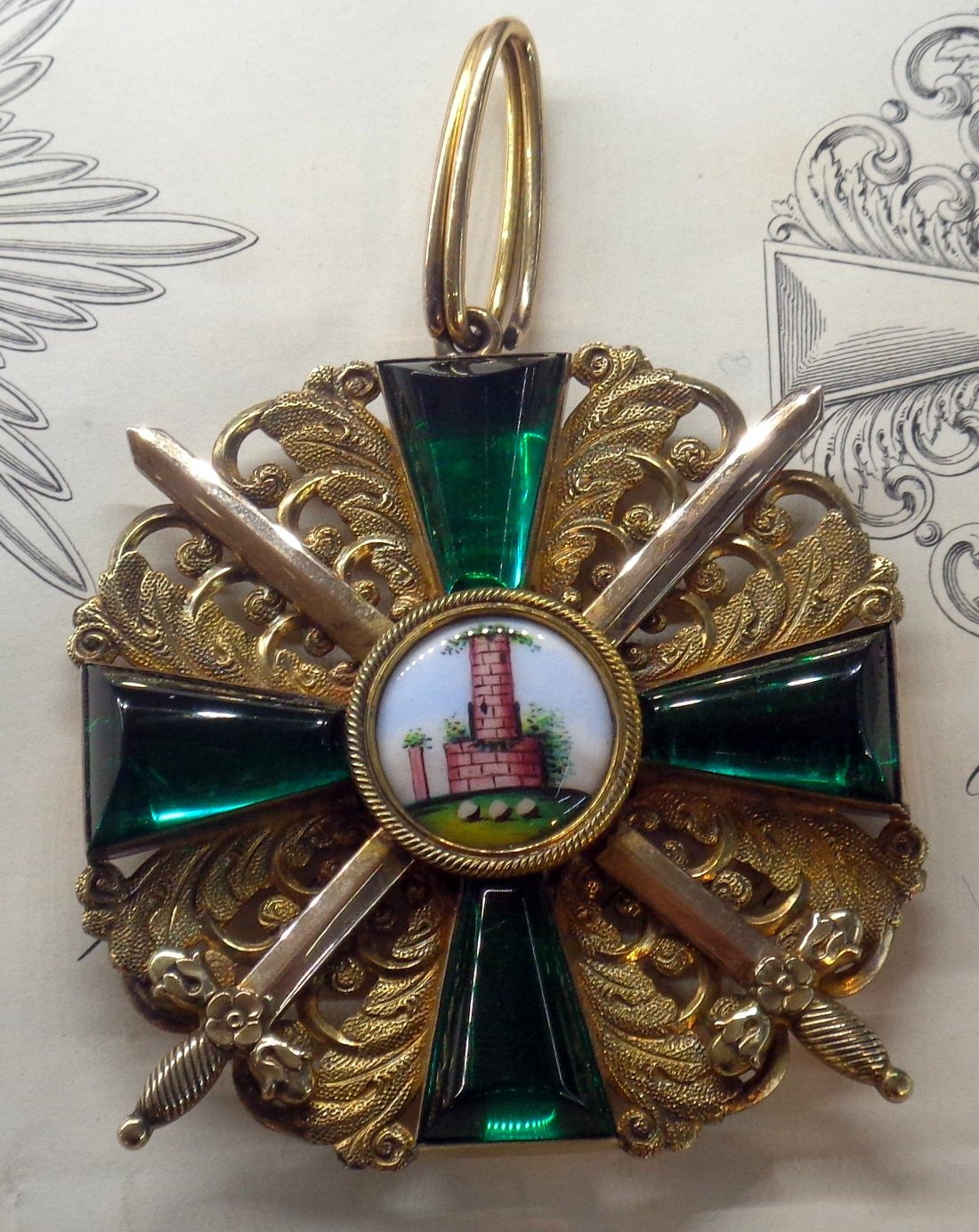
Insígnia de Gran Creu amb Espases
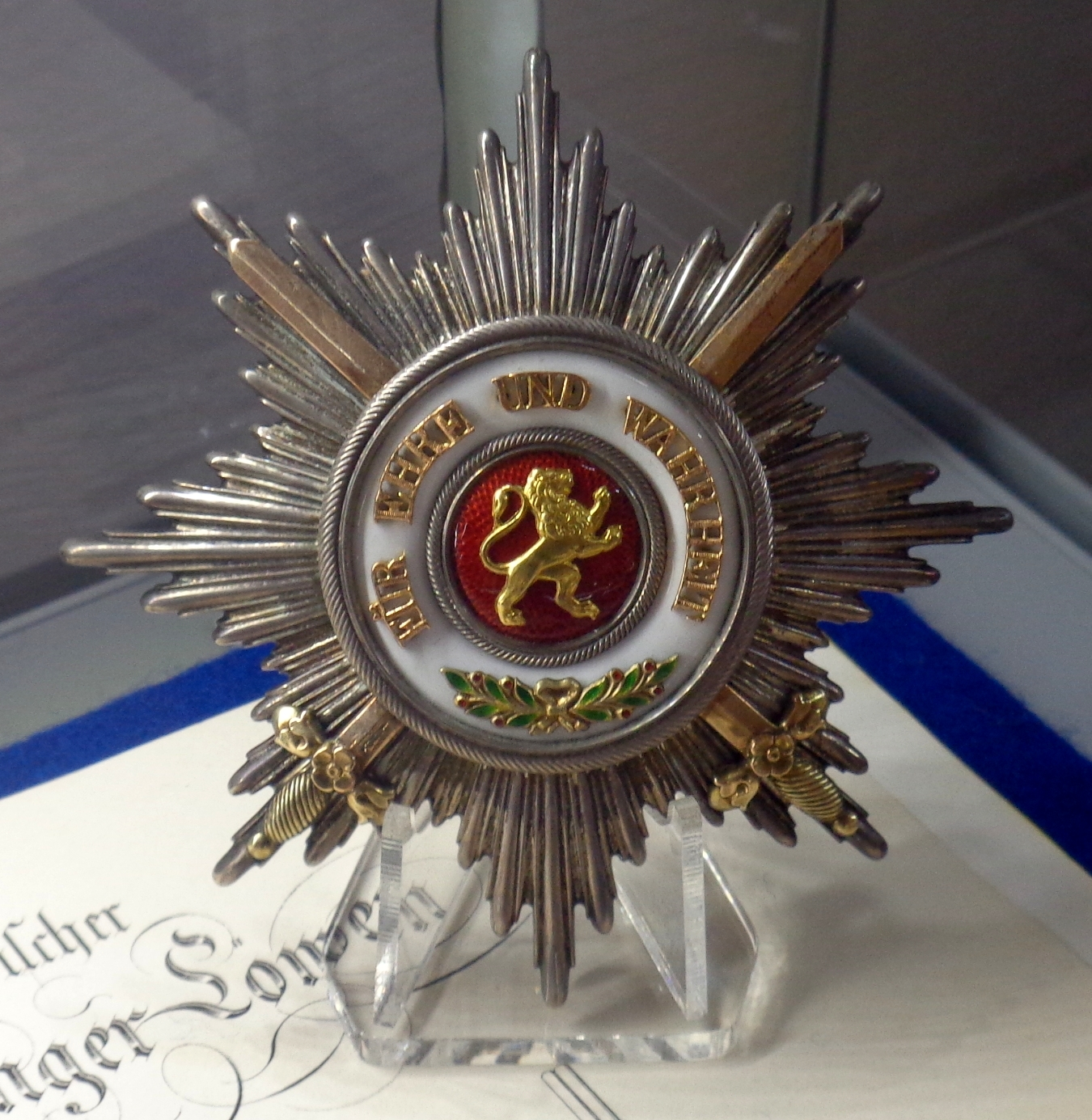
Estrella de Gran Creu amb Espases
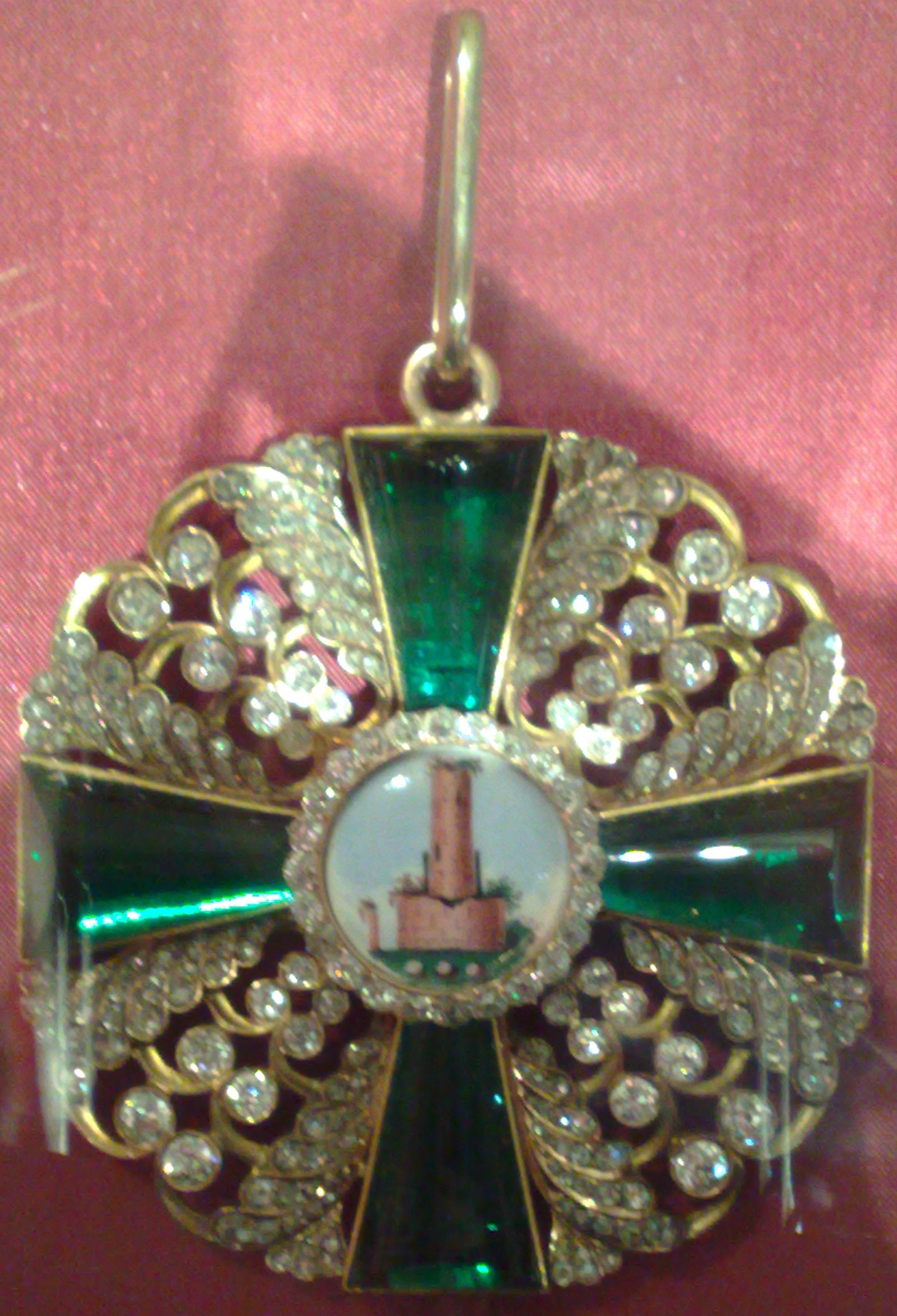
Insígnia amb diamants
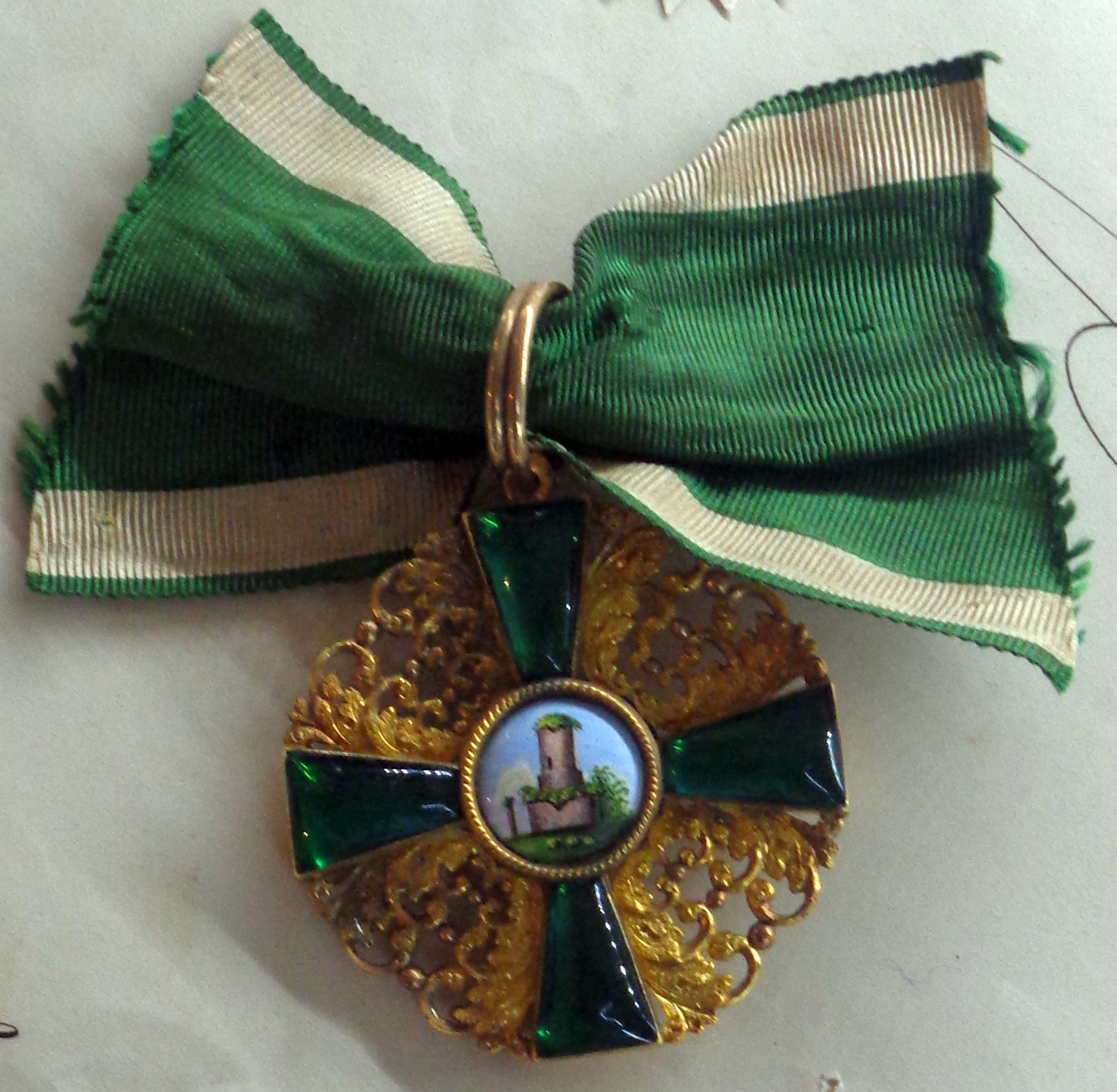
Insígnia de Comandant de 1a classe
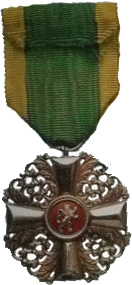
Medalla